# Barrett M99

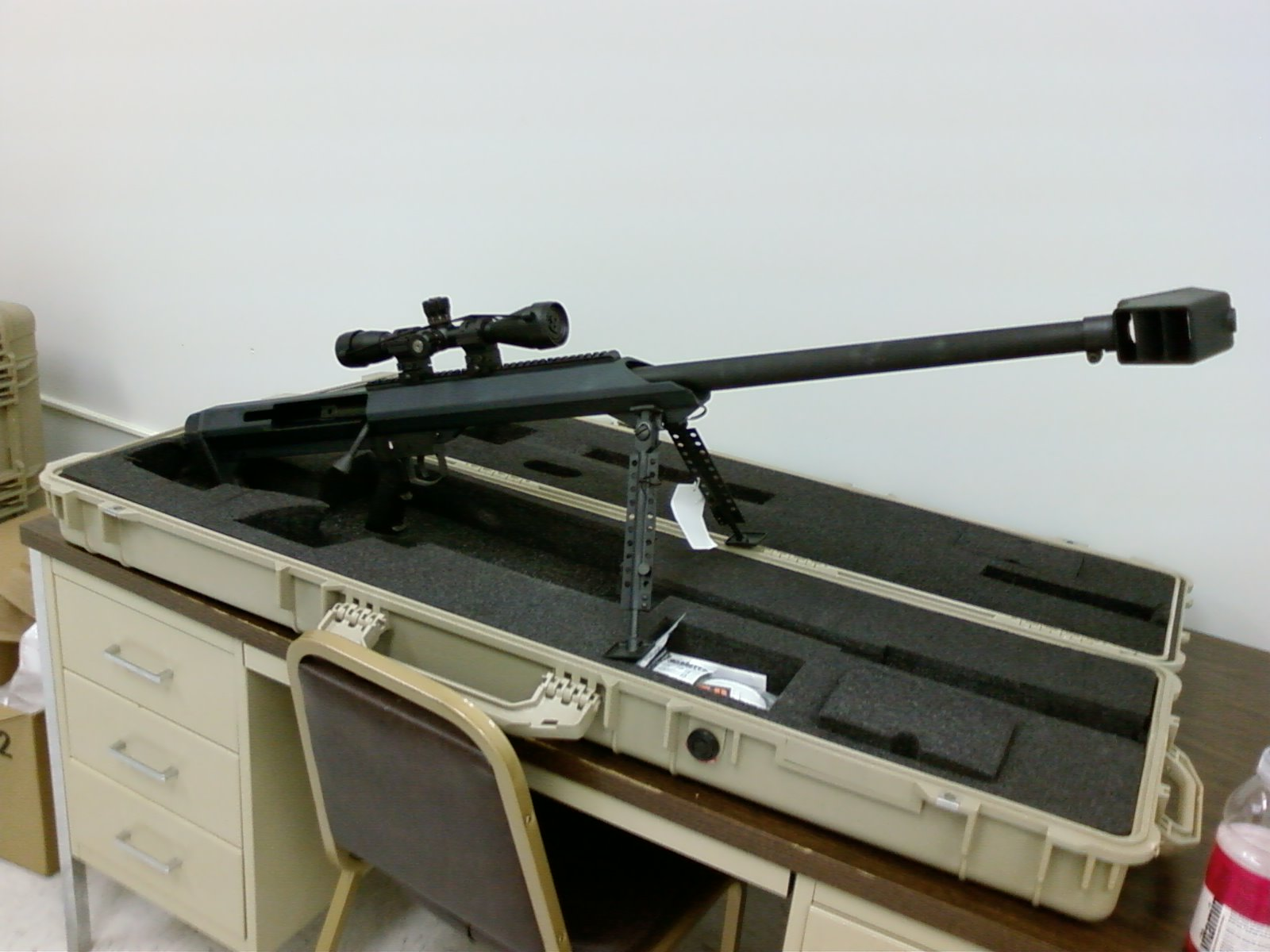
Barrett M99

Barrett M99 — американська великокаліберна снайперська гвинтівка, розроблена компанією Barrett Firearms.

## Історія
Вперше гвинтівка була представлена в 1999 році.
В 2001 році з М99 встановили світовий рекорд зі стрільби на відстань 1000 ярдів (914 метрів) зі зброї калібру 12.7 міліметрів: 5 влучань в коло з діаметром приблизно 10 сантиметрів.
Під час російського вторгнення в Україну одна М99 була помічена на озброєнні Грузинського легіону.

## Конструкція
Технічно М99 — це однозарядна гвинтівка з поворотним ковзним затвором, побудована за схемою «булпап». М99 укомплектована рейкою Пікатіні для кріплення оптичних прицілів, відкриті прицільні пристосування (приціл і мушка) відсутні.
Окрім базового варіанту з на 4 дюйми довшим, ніж у інших гвинтівок сімейства Barrett, стволом випускається варіант М99-1 зі стандартним стволом, призначений для спеціальних поліцейських операцій в умовах міста, коли дальність стрільби відносно мала і потрібна висока точність і сильна потужність — наприклад, для знешкодження автомобілів чи злочинців за укриттями, недосяжних для звичайної стрілецької зброї.

## Тактико-технічні характеристики
| Маса (кг) | Довжина ствола (мм) | Довжина всієї гвинтівки (мм) |
| --------- | ------------------- | ---------------------------- |
| 11.34     | 812.8               | 1270                         |
| 10.43     | 736.6               | 1193.8                       |
| 9.07      | 635                 | 1092.2                       |

- Калібр — 12,7 або 10,6 міліметрів
- Набої — 12,7×99 мм НАТО (.50 BMG), .416 Barrett
- Місткість магазина — однозарядна (магазин відсутній)
- Прицільна дальність стрільби — 1800 метрів
- Принцип дії — ковзний затвор
- Прицільні пристосування — відсутні (рейка Пікатіні для кріплення оптичних прицілів).

## Barrett M99 в масовій культурі

### В комп'ютерних іграх
- Battlefield 3
- Battlefield 4
- Spec Ops: The Line
- Killing Floor — в грі називається M99 AMR